# 遼河文明
遼河文明，在中國東北遼河流域發展的中國古代文明，至少可追溯到公元前6200年，最早由日本學者鳥居龍藏於1908年挖掘出來。

## 歷史文化
在中國遼寧省建平縣發現的紅山文化牛河梁遗址為遼河文明的典型代表，其中出土大規模竪穴建物，有墳墓、祭壇與神殿，已經出現國家的雛形。在興隆窪文化出土了最早刻有龍圖案的翡翠與玉製品。
其文化特徵與長江文明及黃河文明皆不同。

## 考古遺址
- 小河西文化 (公元前7000年—公元前6500年)
- 興隆窪文化（公元前6200年—公元前5400年）
- 新樂文化（公元前5200年—公元前4800年）
- 趙寶溝文化（公元前5400年—公元前4500年）
- 紅山文化（公元前4700年—公元前2900年）
- 小河沿文化（公元前3500年—公元前2000年）
- 夏家店下層文化（公元前2000年—公元前1500年）
- 夏家店上層文化（公元前1100年—公元前500年）